# Jan Hernych
Jan Mauda Hernych (Praga, Txecoslovàquia, 7 de juliol, 1979) és un exjugador de tennis txec.
En 2006 arribà la seua primera final d'ATP perdent davant el croata Mario Ančić en la definició del torneig de 's-Hertogenbosch i el seu millor rànquing en individuals (núm. 59). Eixe mateix any assolí la seua primera victòria davant un top-ten al derrotar el núm. 6 del món, Nikolai Davidenko en la primera ronda del Torneig de València. En les proves de dobles aconseguí el seu únic títol del circuit ATP, a Múnic l'any 2009. Va formar part de l'equip txec de la Copa Davis.

## Biografia
Fill de Maria i Emil Hernych, té un germà gran anomenat també Emil. Va començar a jugar a hoquei sobre gel i no va ser fins al setze anys que es va centrar en el tennis.
Es va casar amb Michaela i van tenir dos fill, Jan Jr. i Luisa.

## Palmarès

### Individual: 1 (0−1)
| Llegenda (pre/post 2009)                                 |
| -------------------------------------------------------- |
| Grand Slams (0−0)                                        |
| Tennis Masters Cup / ATP Finals (0−0)                    |
| ATP Masters Series / ATP World Tour Masters 1000 (0−0)   |
| ATP International Series Gold / ATP World Tour 500 (0−0) |
| ATP International Series / ATP World Tour 250 (0−1)      |

| Títols per superfície |
| --------------------- |
| Dura (0−0)            |
| Gespa (0−1)           |
| Terra batuda (0−0)    |

| Resultat  | Núm. | Data               | Torneig                         | Superfície | Oponent     | Marcador      |
| --------- | ---- | ------------------ | ------------------------------- | ---------- | ----------- | ------------- |
| Finalista | 1.   | 24 de juny de 2006 | 's-Hertogenbosch, Països Baixos | Gespa      | Mario Ančić | 0−6, 7−5, 5−7 |

### Dobles masculins: 1 (1−0)
| Llegenda                          |
| --------------------------------- |
| Grand Slams (0−0)                 |
| ATP Finals (0−0)                  |
| ATP World Tour Masters 1000 (0−0) |
| ATP World Tour 500 (0−0)          |
| ATP World Tour 250 (1−0)          |

| Títols per superfície |
| --------------------- |
| Dura (0−0)            |
| Gespa (0−0)           |
| Terra batuda (1−0)    |

| Resultat  | Núm. | Data               | Torneig         | Superfície   | Parella   | Oponents                  | Marcador |
| --------- | ---- | ------------------ | --------------- | ------------ | --------- | ------------------------- | -------- |
| Guanyador | 1.   | 10 de maig de 2009 | Múnic, Alemanya | Terra batuda | Ivo Minář | Ashley Fisher Jordan Kerr | 6−4, 6−4 |

## Trajectòria

### Individual
| Open d'Austràlia | Q1  | A   | A   | Q1   | 2R    | 2R    | 1R   | A   | 1R    | A   | 3R  | Q2  | Q2  | Q2  | 1R  | 0 / 6    | 4 − 6    |
| Roland Garros | Q3  | Q2  | A   | A    | 2R    | 1R    | 1R   | Q2  | 1R    | Q1  | Q3  | Q1  | A   | Q1  | Q3  | 0 / 4    | 1 − 4    |
| Wimbledon | Q1  | Q2  | Q2  | 1R   | 2R    | 1R    | 2R   | 1R  | 1R    | Q2  | A   | Q1  | A   | 2R  | Q1  | 0 / 7    | 3 − 7    |
| US Open | Q2  | Q2  | Q1  | Q1   | 1R    | 2R    | Q3   | 1R  | 2R    | Q2  | Q1  | Q1  | Q3  | A   | A   | 0 / 4    | 2 − 4    |
| Total Victòries−Derrotes                                                                                                   | 0−0 | 0−1 | 0−0 | 9−12 | 18−23 | 17−21 | 7−15 | 4−8 | 11−24 | 0−1 | 3−2 | 2−1 | 5−5 | 1−1 | 2−2 | 79 − 118 | 79 − 118 |
| Rànquing a final d'any | 178 | 214 | 248 | 83   | 74    | 75    | 156  | 81  | 113   | 241 | 168 | 193 | 219 | 199 | 186 |          |          |
| Llegenda: G: Guanyador; F: Finalista; SF: Semifinalista; QF: Quarts de final; Q: Qualificació; A: Absent; RR: Round Robin; |     |     |     |      |       |       |      |     |       |     |     |     |     |     |     |          |          |

### Dobles masculins
| Open d'Austràlia | A   | 1R  | 3R  | 2R  | A   | A   | A   | 0 / 3   | 3 − 3   |
| Roland Garros | A   | 1R  | 2R  | A   | A   | 2R  | A   | 0 / 3   | 2 − 3   |
| Wimbledon | A   | 2R  | 2R  | A   | A   | A   | A   | 0 / 2   | 2 − 2   |
| US Open | A   | 3R  | 1R  | A   | A   | A   | A   | 0 / 2   | 2 − 2   |
| Total Victòries−Derrotes                                                                                                   | 1−1 | 5−9 | 7−6 | 2−6 | 0−0 | 7−3 | 0−0 | 22 − 25 | 22 − 25 |
| Rànquing a final d'any | 399 | 137 | 100 | 333 | 565 | 156 | 853 |         |         |
| Llegenda: G: Guanyador; F: Finalista; SF: Semifinalista; QF: Quarts de final; Q: Qualificació; A: Absent; RR: Round Robin; |     |     |     |     |     |     |     |         |         |